# Association sportive de Porto-Novo
Maillots
L'Association sportive de Porto-Novo est un club béninois de football basé à Porto-Novo. 

## Palmarès
- Championnat du Bénin de football (3)
  - Champion : 1970, 1972 et 1973